# Ciclismo ai Giochi della XXXIII Olimpiade - Inseguimento a squadre maschile
Le gare di inseguimento a squadre maschile dei Giochi della XXXIII Olimpiade si sono disputati il 6, 7 e 8 agosto 2024 al velodromo di Saint-Quentin-en-Yvelines.
La competizione ha visto la partecipazione di dieci squadre composte da quattro atleti ciascuna.

## Qualificazioni
Per le gare di ciclismo su pista delle Olimpiadi di Parigi 2024 erano disponibili 190 posti, con una egual divisione tra uomini e donne. Ogni CON aveva la possibilità di far qualificare un massimo di quattordici atleti, con una specifica divisione in base al tipo di evento.
Tutte le quote sono state attribuite sulla base dei punteggi ottenuti nell'UCI Track Olympic Ranking nel periodo 2022-2024. La classifica UCI Track Olympic 2022-2024 sarà data dal totale dei punti guadagnati nelle ultime due edizioni dei rispettivi Campionati Continentali, negli UCI Track Nations Cup nelle stagioni 2023 e 2024 e ai Campionati Mondiali su pista UCI del 2023.

## Programma
| Data          | Ora (UTC+2) | Turno          |
| ------------- | ----------- | -------------- |
| 6 agosto 2024 | 17:27       | Qualificazioni |
| 7 agosto 2024 | 19:14       | Semifinali     |
| 8 agosto 2024 | 18:04       | Finale         |

## Record
Prima della competizione il record del mondo e il record olimpico erano i seguenti:
| Record mondiale | 3'42"032 | Italia | 4 agosto 2024 Tokyo, Giappone |
| Record olimpico | 3'42"032 | Italia | 4 agosto 2024 Tokyo, Giappone |

## Regolamento
Nell'inseguimento a squadre, due team si sfidano su 16 giri (4 km) partendo da due punti diametralmente opposti sui due rettilinei della pista. Vince chi per primo raggiunge l'avversario o chi copre la distanza nel minor tempo. Il tempo si prende sul terzo ciclista all'arrivo.
La competizione si svolge in tre turni:
- Qualificazioni: Nelle qualificazioni le squadre scendono in pista una a una per stabilire, analogamente ad una comune gara a cronometro, il loro tempo di qualifica.
- Semifinale: Gli autori dei quattro migliori tempi in assoluto affrontano le prove ad eliminazione diretta: vengono cioè accoppiati per le semifinali; le vincitrici si sfideranno per la medaglia d'oro.
- Finale:  4 turni di 2 squadre. Ci saranno la finale per 1º-2º posto, la finale per il 3º-4º posto; quella per il 5º-6º posto e quella per il 7º-8º posto.

## Risultati

### Qualificazioni[5]
| Pos. | Paese         | Ciclisti                                                             | Tempo    | Note |
| ---- | ------------- | -------------------------------------------------------------------- | -------- | ---- |
| 1    | Australia     | Oliver Bleddyn Sam Welsford Conor Leahy Kelland O'Brien              | 3'42"958 | Q    |
| 2    | Gran Bretagna | Ethan Hayter Oliver Wood Daniel Bigham Ethan Vernon                  | 3'43"241 | Q    |
| 3    | Danimarca     | Tobias Hansen Niklas Larsen Carl-Frederik Bévort Rasmus Pedersen     | 3'43"690 | Q    |
| 4    | Italia        | Simone Consonni Filippo Ganna Francesco Lamon Jonathan Milan         | 3'44"351 | Q    |
| 5    | Francia       | Thomas Boudat Benjamin Thomas Thomas Denis Valentin Tabellion        | 3'45"514 | q    |
| 6    | Nuova Zelanda | Aaron Gate Keegan Hornblow Tom Sexton Campbell Stewart               | 3'45"616 | q    |
| 7    | Belgio        | Lindsay De Vylder Fabio Van den Bossche Tuur Dens Noah Vandenbranden | 3'47"232 | q    |
| 8    | Canada        | Dylan Bibic Mathias Guillemette Michael Foley Carson Mattern         | 3'48"964 | q    |
| 9    | Germania      | Roger Kluge Tim Torn Teutenberg Tobias Buck-Gramcko Theo Reinhardt   | 3'50"083 |      |
| 10   | Giappone      | Shunsuke Imamura Kazushige Kuboki Eiya Hashimoto Shinji Nakano       | 3'53"489 |      |

### Semifinali[6]
| Pos. | Manche | Paese         | Ciclisti                                                             | Tempo    | Note |
| ---- | ------ | ------------- | -------------------------------------------------------------------- | -------- | ---- |
| 1    | 4      | Australia     | Oliver Bleddyn Sam Welsford Conor Leahy Kelland O'Brien              | 3'40"730 | Q1   |
| 2    | 3      | Gran Bretagna | Ethan Hayter Oliver Wood Charlie Tanfield Ethan Vernon               | 3'42"151 | Q1   |
| 3    | 3      | Danimarca     | Tobias Hansen Niklas Larsen Carl-Frederik Bévort Rasmus Pedersen     | 3'42"803 | Q3   |
| 4    | 4      | Italia        | Simone Consonni Filippo Ganna Francesco Lamon Jonathan Milan         | 3'44"205 | Q3   |
| 5    | 1      | Nuova Zelanda | Aaron Gate Keegan Hornblow Tom Sexton Campbell Stewart               | 3'43"776 | Q5   |
| 6    | 1      | Francia       | Thomas Boudat Benjamin Thomas Thomas Denis Valentin Tabellion        | 3'45"531 | Q5   |
| 7    | 2      | Belgio        | Lindsay De Vylder Fabio Van den Bossche Tuur Dens Noah Vandenbranden | 3'45"685 | Q7   |
| 8    | 2      | Canada        | Dylan Bibic Mathias Guillemette Michael Foley Carson Mattern         | 3'49"245 | Q7   |

- Q1 = qualificata per la finale 1º posto
- Q3 = qualificata per la finale 3º posto
- Q5 = qualificata per la finale 5º posto
- Q7 = qualificata per la finale 7º posto

## Finali[7]
Gara per l'oro
| Pos. | Paese         | Ciclisti                                                 | Tempo    | Note |
| ---- | ------------- | -------------------------------------------------------- | -------- | ---- |
|      | Australia     | Oliver Bleddyn Sam Welsford Conor Leahy Kelland O'Brien  | 3'42"067 |      |
|      | Gran Bretagna | Ethan Hayter Daniel Bigham Charlie Tanfield Ethan Vernon | 3'44"394 |      |

Gara per il bronzo
| Pos. | Paese     | Ciclisti                                                         | Tempo    | Note |
| ---- | --------- | ---------------------------------------------------------------- | -------- | ---- |
|      | Italia    | Simone Consonni Filippo Ganna Francesco Lamon Jonathan Milan     | 3'44"197 |      |
| 4    | Danimarca | Tobias Hansen Niklas Larsen Carl-Frederik Bévort Rasmus Pedersen | 3'46"138 |      |

Finale 5º-6º posto
| Pos. | Paese         | Ciclisti                                                      | Tempo    | Note |
| ---- | ------------- | ------------------------------------------------------------- | -------- | ---- |
| 5    | Nuova Zelanda | Aaron Gate Keegan Hornblow Tom Sexton Campbell Stewart        | 3'44"741 |      |
| 6    | Francia       | Thomas Boudat Benjamin Thomas Thomas Denis Valentin Tabellion | 3'47"697 |      |

Finale 7º-8º posto
| Pos. | Paese  | Ciclisti                                                             | Tempo    | Note |
| ---- | ------ | -------------------------------------------------------------------- | -------- | ---- |
| 7    | Canada | Dylan Bibic Mathias Guillemette Michael Foley Carson Mattern         | 3'54"517 |      |
| 8    | Belgio | Lindsay De Vylder Fabio Van den Bossche Tuur Dens Noah Vandenbranden | dnf      |      |